# Trond Espen Seim
Trond Espen Seim, född 4 oktober 1971 i Oslo, är en norsk skådespelare. 
Under hösten 2006 stod det klart att Seim skulle spela den Bergen-baserade privatdetektiven Varg Veum i en ny film och TV-serie som är baserade på böcker skrivna av författaren Gunnar Staalesen. Den första filmen, Varg Veum – Bittra blomster, hade norsk biopremiär den 28 september 2007. Totalt ska det produceras tolv filmer om Varg Veum.

## Filmografi (urval)
- 2007 – Varg Veum – Bittra blomster
- 2008 – Varg Veum – Törnrosa
- 2008 – Varg Veum – Din till döden
- 2008 – Varg Veum – Fallna änglar
- 2008 – Varg Veum – Kvinnan i kylskåpet
- 2008 – Varg Veum – Begravda hundar
- 2009 – The Frost
- 2010 – Varg Veum – Skriften på väggen
- 2010 – Unter anderen Umständen (TV-serie)
- 2011 – The Thing
- 2011 – Varg Veum – Svarta får
- 2011 – Varg Veum – Dödens drabanter
- 2014 – Arvingarna (TV-serie)
- 2021 – Furia (TV-serie)
- 2023 – Limbo (TV-serie)